# Гуннар Ульссон (веслувальник)
Гуннар Ульссон  (швед. Gunnar Olsson, 26 квітня 1960) — шведський веслувальник, олімпійський медаліст.

## Виступи на Олімпіадах
| Олімпіада      | Дисципліна                   | Місце |
| -------------- | ---------------------------- | ----- |
| Сеул 1988      | байдарка, 1000 метрів        | 5     |
| Барселона 1992 | байдарка-двійка, 500 метрів  | 5     |
| Барселона 1992 | байдарка-двійка, 1000 метрів | 2     |